# Онішки
Оні́шки (до 2008 року — Онишки, у давнину також Онушки) — село в Україні, у Оржицькій селищній громаді Лубенського району Полтавської області. Населення становить 927 осіб. До 2020 орган місцевого самоврядування — Онішківська сільська рада.

## Географія
Село Онішки знаходиться на лівому березі річки Оржиця, яка через 8 км впадає в річку Сула, вище за течією на відстані 5,5 км розташоване село Маяківка, на протилежному березі — смт Оржиця. Річка тече по штучному руслу, навколо багато іригаційних каналів, до села примикає велике осушене торф'яне болото. По селу протікає пересихаючий струмок з загатою. Поруч проходять автомобільні дороги Т 1709 та Т 1713.

## Назва
Полтавська обласна рада рішенням від 25 березня 2008 року уточнила назву села Онишки Онишківської сільради на Онішки та перейменувала Онишківську сільраду на Онішківську.

## Історія
Старожили називають своє село Онушки. Розказують, що його заснував козак Онушко, такою і була назва аж до 1921 року, доки якийсь писар у райцентрі не припустився помилки в паперах. село умовно поділяється на три частини Старе село-центр-Новоселівка.
12 червня 2020 року, відповідно до розпорядження Кабінету Міністрів України № 721-р «Про визначення адміністративних центрів та затвердження територій територіальних громад Полтавської області», село увійшло до складу Оржицької селищної громади.
19 липня 2020 року, в результаті адміністративно - територіальної реформи та ліквідації  Оржицького району, село увійшло до складу новоутвореного Полтавського району.

## Політика

### Парламентські вибори, 2019
На позачергових парламентських виборах 2019 року у селі функціонувала окрема виборча дільниця № 530673, розташована у приміщенні школи.
Результати
- зареєстровано 616 виборців, явка 54,06%, найбільше голосів віддано за «Слугу народу» — 49,09%, за Всеукраїнське об'єднання «Батьківщина» — 15,76%, за Радикальну партію Олега Ляшка — 10,91%.[4] В одномандатному окрузі найбільше голосів отримала Анастасія Ляшенко (Слуга народу) — 31,50%, за Олексія Баганця (Всеукраїнське об'єднання «Батьківщина») — 16,82%, за Костянтина Іщейкіна (самовисування) — 15,29%[5].

## Економіка
- «Онішки», сільськогосподарське ТОВ.
- Оржицький райавтодор.
- Інкубаторно-птахівниче підприємство.

## Об'єкти соціальної сфери

### Онішківська школа
Земська школа відкрилася у селі 1879 року. Директором і вчителем «закону Божого» був священник Клипачевський, дочка священника викладала письмо, читання та арифметику. На той час школа розташовувалася в простій хаті, у ній навчалося 35–40 учнів. Вчителька після 1907 року за власні кошти побудувала нову цегляну будівлю школи, у якій було вже 4 класні кімнати. У 1920-х роках до будівлі було прибудовано велику класну кімнату, учительську і ґанок. Під час німецької окупації у 1941—1943 років у школі розміщувалася німецька комендатура. Після війни будівлю школи тимчасово передавали сільраді та сільському клубу, проте пізніше повернули школі.
З 1962 року школа з семирічної була перетворена на восьмирічну. Станом на кінець 1960-х у школі навчалося 120 дітей. У 1967 році школа переїхала до новозбудовного приміщення.
Станом на кінець 2010-х років у школі навчається 25 учнів, працює 14 вчителів та співробітників.
Директорами школи були: Лещенко Марія Данилівна (1943—1946), Борщ Василь Микитович (1946—1952), Пелепень Олександра Степанівна (1952—1970), Касяненко Уляна Гаврилівна (1970—1973), Годун Григорій Сергійович (1973—1983), Шульга Марія Іванівна (1983—1997), Константиненко Лариса Миколаївна (1997—2001), Нестеренко Валентина Миколаївна (з 2001). Серед відомих випускників школи — Олександр Погорілий, доктор соціологічних наук, професор (1940—2005).

## Природа
Біля села розташований утворений 1982 року гідрологічний заказник «Оржицький», а також Онішківський заказник.

## Відомі люди
- Ведмідь Станіслав Олександрович — український військовик, учасник російсько-української війни[8].
- Дудченко Анатолій Анатолійович (1973—2023) — український педагог і військовик, учасник Російсько-української війни.